# Lirata diabla
Lirata diabla är en stekelart som beskrevs av John M. Heraty 2002. Lirata diabla ingår i släktet Lirata och familjen Eucharitidae. Inga underarter finns listade i Catalogue of Life.